# Taxillus thuducensis
Taxillus thuducensis är en tvåhjärtbladig växtart som först beskrevs av Paul Lecomte, och fick sitt nu gällande namn av Danser. Taxillus thuducensis ingår i släktet Taxillus och familjen Loranthaceae. Inga underarter finns listade i Catalogue of Life.